# Escuela de Formación de Carabineros
La Escuela de Formación de Carabineros "Alguacil Mayor Juan Gómez de Almagro" es un plantel de educación policial de carácter técnico, formador del Personal de Nombramiento Institucional (PNI) de Carabineros de Chile. 
Los Carabineros Alumnos (Grado militar que poseen los alumnos del plantel), tras cuatro semestres de formación, egresan con el grado de Carabinero y pasan a ser parte de la planta institucional, en el Escalafón PNI (escalafón de Suboficiales dentro de Carabineros de Chile), donde a lo largo de su carrera, podrán ascender a grados jerárquicos superiores según sus capacidades y experiencia.

## Historia

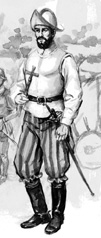
Alguacil Mayor Juan Gómez de Almagro.

El 18 de abril de 1979 se creó el Centro de Especialidades e instrucción de Carabineros de Chile (CEICAR). Más tarde, el 16 de agosto de 1989 se elevó a la categoría de Escuela, convirtiéndose así en la "Escuela de Formación Policial de Carabineros" (ESFOPOLCAR), encargada de formar al personal de nombramiento institucional, adhiriendo así en 1995 por orden del Alto mando institucional el patronímico de "Alguacil Mayor Juan Gómez de Almagro", siendo este último quien dio el inicio de la función policial en el país, por orden de Pedro de Valdivia. Ese mismo año también se cambia el acrónimo de ESFOPOLCAR a simplemente ESFOCAR.
Las actuales dependencias de la academia policial fueron traspasadas por la Facultad de Arquitectura y Urbanismo de la Universidad de Chile en el establecimiento que fue donado por el empresario judeolituano Salomón Sack, un importante benefactor de la educación pública en Santiago y cuyo deseo fue que dicha donación permaneciera para fines educativos dentro de lo público. Aún se conserva el Memorial a Salomón Sack, inaugurado en 1962 y que se ubica en la plazoleta al acceso principal del recinto.

## Ubicación

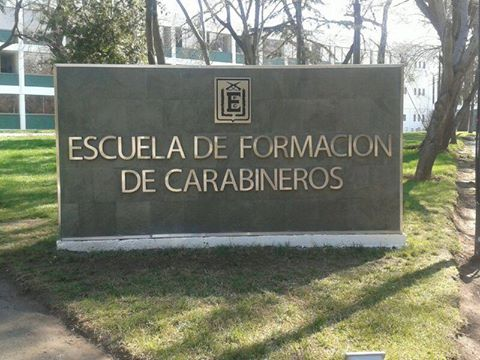
Entrada de la Escuela de Formación de Carabineros.

La Escuela de Formación de Carabineros se encuentra ubicada en Avenida Pedro Aguirre Cerda #6655 Cerrillos, Santiago de Chile, concretamente frente al Parque Bicentenario de dicha comuna. Debido a la alta demanda de formar Carabineros, la Escuela de Formación de Carabineros cuenta con Grupos de Formación, instalaciones similares a la Escuela en infraestructura y tamaño, emplazadas en distintas regiones del país (Arica, Antofagasta,  Ovalle, Viña del Mar, Los Andes, Concepción, Valdivia, Temuco, Puerto Montt y Ancud).

## Formación académica
El Carabinero Alumno dentro del plantel recibe una formación de carácter técnica, sustentada en la disciplina de carácter militar, lo que se manifiesta en el uso de formalidades y trato jerárquico.
La formación del Carabinero tiene una duración total de cuatro semestres, siendo una carrera técnica profesional. Los Alumnos viven en calidad de internados, en el cual el Alumno en calidad de "Carabinero Alumno" recibe conocimientos de Derecho, Área Jurídica y, además, deportiva. La formación del Carabinero no posee costo alguno, más bien los Carabineros Alumnos reciben una remuneración mensual. Una vez aprobado todos los ramos y asignaturas se reciben como Carabineros de Orden y Seguridad, en una emotiva ceremonia con un "Juramento a la bandera" y un pequeño desfile militar. A partir de ahí se les destina a sus distintas unidades o comisarías, egresando así con el grado de Carabinero pudiendo llegar a ostentar el grado de Suboficial Mayor

## Himno
I
por nuestro lema orden y patria
que ha sido siempre nuestro ideal
aplicaremos tus sabias enseñanzas
con orgullo y mística institucional
en tus patios de verde esperanza
y en crisol del deber se plasmó
la vocación de ser Carabinero
que en nuestros pechos valientes
germinó
Coro
"Partiremos hacia el norte o hacia el sur"
"Mar, desierto, cordillera o suelo austral"
"Por la senda de aquellos valientes"
"Que sus vidas dieron por la paz//"
II
Cuando la patria nos llame a servir y con valor
marchemos a luchar, por nuestro lema
llevado con orgullo, lo mantendremos
siempre en alto hasta triunfar, cuando dejemos
su noble y recio anhelo en todo chile reconocerán
a los altivos nobles Carabineros, como frutos fieles
de nuestra Esfocar.
Coro
"Partiremos hacia el norte o hacia el sur"
"Mar, desierto, cordillera o suelo austral"
"Por la senda de aquellos valientes"
"Que sus vidas dieron por la paz"